# Tollien Schuurman
Tollina "Tollien" Wilhelmina Schuurman, född 20 januari 1913 i Zorgvlied, Drenthe, Nederländerna; död 29 januari 1994 i Apeldoorn, Gelderland; var en nederländsk friidrottare med kortdistanslöpning som huvudgren. Schuurman blev silvermedaljör vid den III.e damolympiaden 1930 och var en pionjär inom damidrott.

## Biografi
Tollien Schuurman föddes 1913 i Zorgvlied i kommunen Westerveld i nordöstra Nederländerna och växte upp i Rottefalle i kommunen Smallingerland i Friesland. Under skoltiden började hon vid idrottsföreningen "Arnhemse Atletische Club Uitspanning door Inspanning" (UDI) i Arnhem.
1929 vann hon sin första friidrottstävling och den 31 augusti 1930  satte hon sitt första världsrekord på 100 meter löpning vid tävlingar i Amsterdam. Senare samma år deltog hon vid damolympiaden i Prag, under idrottsspelen vann hon silvermedalj i löpning 100 meter och 200 meter.
1932 förbättrade hon sitt världsrekord på 100 meter vid tävlingar i Haarlem  den 5 juni där hon som första kvinna sprang under 12 sekunder (11,9). Senare samma år deltog hon vid OS i Los Angeles där hon slutade på 4:e plats på 100 meter och 4.e plats i stafett 4 x 100 meter.
1933 satte hon även världsrekord på 200 meter vid tävlingar i Bryssel den 13 augusti.
1934 deltog Schuurman i idrottstävlingen "Olympische Dag" 17 juni i Amsterdam. Hon tog guldmedalj i löpning 100 meter där hon tog guldmedalj samt guldmedalj i stafettlöpning 4 x 100 m (med Jo Dalmolen, Cor Aalten, Iet Martin och Tollien Schuurman som fjärdelöpare). Segertiden blev också nytt nationsrekord. Senare samma år deltog hon även i en landskamp i belgiska Schaerbeek 29 juli där hon guldmedalj i stafettlöpning 4 x100 m (med Schuurman, Cor Aalten, Agaath Doorgeest och Iet Martin). 
Senare under 1934 deltog hon vid IV.e damolympiaden i London men skadade sig under 60 meters-loppet och tvingades avbryta tävlingarna. Kring 1936 drog hon sig tillbaka från tävlingslivet.
2001 döpte idrottsföreningen AV Impala i Drachten sin nya idrottsanläggning till Impala-Tollien Schuurman Atletiek Centrum.